# Дівоча вежа (Кедабек)
Дівоча вежа або Намерд Кала (азерб. Qız qalası азерб. Namərd qala) — середньовічна фортеця, розташована на вершині гори біля села Союдлю Кедабекського району Азербайджанської Республіки. Точних даних щодо часу побудови фортеці немає. 

## Історія
Фортеця Намерд Кала в Гадабеку, серед гірських фортець Азербайджану, відрізняється монументальністю будівельних матеріалів і архітектурними формами. У науковій літературі цю фортецю називають Намерд Кала, однак місцеве населення називає її Дівочою Вежею. Невідомо з якої причини і коли була побудована фортеця, проте дослідники ґрунтуючись на використаних при будівництві матеріалах і за архітектурним особливостям відносять фортецю до XII століття — періоду правління Ельданізідів .

## Архітектурні особливості
Дівоча Вежа в Гедабеку має багатокутний план. Створення чіткої і точної архітектурної структури в складних гірських умовах говорить про мистецтво архітекторів та будівельників. По кутах фортеці розташовані напівкруглі вежі, які є центральними архітектурними елементами. Фортеця побудована на скелястому рельєфі і внаслідок цього є дворівневою. Верхній рівень розташований на найвищій точці гори. Південна сторона Верхнього рівня з'єднується з Нижнім рівнем. План, архітектура і розташування фортеці в сукупності робили її ще більш неприступною. 
Ще однією особливістю, що відрізняє Нарин Кала від інших фортець, є те, що вона була побудована з випеченої цегли, хоча зазвичай гірські фортеці будувалися з каменів оточуючих порід і русел річки. Довжина цегли, яку використовували при будівництві, становить 23 см, ширина 6 см. Однією з найбільш важливих особливостей як з оборонної, так і з естетичної точки зору є двошарове розташування мішкулей. Довжина фортеці 250 метрів, є приховані виходи з фортеці, а також підземний тунель, що веде до річки Шамкір Чай.
Розташування фортеці на вершині гори давало можливість оглядати з її допомогою більшу територію.